# (173086) Нирей
(173086) Нирей (др.-греч. Νιρεύς) — типичный троянский астероид Юпитера, движущийся в точке Лагранжа L4, в 60° впереди планеты. Астероид был открыт 8 сентября 2007 года американским астрономом M. Ory в обсерватории Юра и назван в честь царя острова Сими в древнегреческой мифологии.

Орбита астероида Нирей и его положение в Солнечной системе